# Бечанович, Драгомир
Драгомир Бечанович (серб. Dragomir Bečanović; род. 10 февраля 1965, Никшич) — югославский дзюдоист, чемпион и призёр чемпионатов Югославии, серебряный призёр чемпионата Европы, чемпион мира, участник летних Олимпийских игр 1988 года в Сеуле. Выступал в полулёгкой весовой категории (до 65 кг). Трижды (в 1987, 1989 и 1990 годах) становился чемпионом Югославии, серебряный (в 1984) и бронзовый (в 1986) призёр чемпионатов страны. На чемпионате Европы 1987 года в Париже занял второе место. На домашнем чемпионате мира 1989 года в Белграде стал чемпионом. На Олимпиаде в Сеуле занял 9-е место.